# 成都府知府
成都府知府，又名成都知府，是宋、明、清三代，四川成都府的知府，即該府的最高行政長官，明清時期最初官秩為正四品，乾隆十八年（1753年）後改為從四品。明清時期，成都府為四川省的省會，在清代時，成都知府一共管轄三個知州和十三個知縣。

## 清代成都知府

### 收入情況
- 基礎工資：根據《大清會典》卷十八「文職官之俸」條，四品俸銀105兩，祿米105斛（約5436.2升）。
- 養廉銀：根據《嘉慶大清會典事例》卷二百零九「外官養廉」條，成都知府與重慶知府一樣，其養廉銀都是一年2400兩白銀。

### 成都知府屬官
- 正五品同知：1員，職權舊管軍糧，雍正八年（1730年）改管水利，首任成都同知，為康熙十二年（1673年）上任的萬文麟。
- 正五品理事同知：1員，首任成都理事同知，是康熙六十年（1721年）上任的伊特格爾。
- 正六品督捕通判：1員，首任成都督補通判，是康熙十二年上任的馬御世。
- 正八品經歷司經歷，1員。
- 正九品經歷司知事，1員。
- 從九品照磨所照磨，1員。
- 從九品司獄司司獄，1員。

### 成都知府名單
- 資料取自雍正《四川通志》、嘉慶《四川通志》

| 姓名     | 任期                       | 籍貫                 | 功名                                    | 前職               | 後職           |
| -------- | -------------------------- | -------------------- | --------------------------------------- | ------------------ | -------------- |
| 冀應熊   | 康熙六年～                 | 河南衛輝府輝縣       | 崇禎十五年（1642年）舉人                | 嘉興府海防同知     |                |
| 錢受祺   | 康熙十年～                 | 江南杭州府錢塘縣     | 順治九年（1652年）進士                  |                    |                |
| 佟世雍   | 康熙十九年～               | 漢軍正藍旗           | 廕生 （其父為正四品湖廣按察副使佟國璽） | 安陸府知府         | 廣東雷瓊道道員 |
| 熊夢鶴   |                            | 湖廣                 | 拔貢                                    | 夔州府知府         |                |
| 梅朗中   | 康熙二十七年～             | 湖廣                 | 拔貢                                    | 上思州知州         |                |
| 鄭國諶   |                            |                      |                                         |                    |                |
| 張文燦   | 康熙三十四年～             | 漢軍正藍旗           | 監生                                    | 彰德府同知         | 湖北督糧道道員 |
| 殷道正   | 康熙四十三年～             | 江南                 | 監生                                    | 通道縣知縣         |                |
| 郭正     | 康熙五十年～               | 江南                 | 監生                                    |                    |                |
| 劉世竒   | 康熙五十年～雍正元年       | 漢軍正黃旗           | 監生                                    | 山清外河同知       | 甘肅按察使     |
| 李弘澤   | 雍正元年～                 | 順天                 | 貢生                                    | 嘉定州知州         |                |
| 王瞻     | 雍正四年～                 | 江南                 | 康熙五十年（1711年）舉人                |                    |                |
| 王凝     | 雍正五年～                 | 山西                 | 康熙五十二年（1713年）進士              |                    |                |
| 王𣻜     | 雍正六年～                 | 山東                 | 監生                                    | 太平府知府         | 順天府府丞     |
| 項誠     | 雍正七年～                 | 湖廣                 | 生員                                    |                    |                |
| 謝櫏     | 乾隆元年～                 | 江蘇常州府武進縣     | 歲貢生                                  |                    |                |
| 王時翔   | 乾隆六年～乾隆九年         | 江蘇太倉直隸州鎮洋縣 | 生員                                    | 蒲州府同知         | 過世           |
| 李盛唐   | 乾隆十年～乾隆十四年       | 雲南馬龍州           | 雍正八年（1730年）進士                  |                    | 革職           |
| 王楷柏   | 乾隆十四年～               |                      |                                         |                    |                |
| 嚴裕銓   | 乾隆十六年～               | 湖北孝感縣           | 貢生                                    |                    |                |
| 許國棟   | 乾隆十七年～               |                      |                                         |                    |                |
| 唐進賢   | 乾隆十九年～               |                      |                                         |                    |                |
| 蘇爾通阿 | 乾隆三十四年～             | 鑲藍旗               | 官學生                                  |                    |                |
| 德克進布 | 乾隆三十八年～             | 滿洲鑲白旗           | 官學生                                  | 夔州府知府         | 四川永寧道道員 |
| 王鳳儀   | 乾隆四十一年～             | 江蘇太倉直隸州       | 舉人                                    |                    | 四川松茂道道員 |
| 李永祺   | 乾隆四十四年～乾隆四十八年 | 山西太原府陽曲縣     | 乾隆九年（1744年）舉人                  | 叙州府知府         | 四川松茂道道員 |
| 王啟焜   | 乾隆四十九年～乾隆五十二年 | 浙江嘉興府嘉善縣     | 監生                                    | 署理瀘州直隸州知州 | 四川川東道道員 |
| 承勳     | 乾隆五十四年～             | 滿洲正白旗           | 筆帖式                                  | 順慶府知府         |                |
| 李憲宜   | 乾隆五十五年～             | 山東海陽縣           | 貢生                                    | 保寧府知府         | 四川川東兵備道 |
| 邱之芬   | 乾隆五十六年～             | 廣西臨桂縣           | 舉人                                    |                    |                |
| 姚令儀   | 乾隆五十九年～             | 江蘇婁縣             | 乾隆四十二年（1777年）拔貢              | 雅州府知府         | 四川鹽茶道道員 |